# Monchy-Breton
Monchy-Breton település Franciaországban, Pas-de-Calais megyében. Lakosainak száma 527 fő (2022. január 1.). Monchy-Breton La Thieuloye, Bailleul-aux-Cornailles, Brias, Magnicourt-en-Comte, Marquay és Ostreville községekkel határos.

## Népesség
A település népességének változása:
| Lakosok száma | 434  | 435  | 466  | 476  | 497  | 515  | 526  | 539  | 527  |
|               | 2013 | 2015 | 2016 | 2017 | 2018 | 2019 | 2020 | 2021 | 2022 |